# Боб-гуляш
Боб-гуляш (угор. Babgulyás) — традиційна перша страва угорської кухні з м'яса, копченостей, квасолі, картоплі, солодкого перцю, паприки та спецій.

## Типовий рецепт

### Інгредієнти
З розрахунку на 10–15 літрів:

#### М'ясо
- М'ясо гомілки свинячої 1–1,5 кг (нижня частина задньої свинячої ноги);
- Яловичина 0,5 кг;
- Свинина 0,5 кг;
- Копченості будь-які 0,5 кг;
- Свинячий жир — смалець 150–200 гр.

Загалом м'яса — 2–3,5 кг на 10–15 літрів.

#### Овочі
- Квасоля (попередньо замочити на ніч 2 склянки)
- Картопля 0,5 кг 5–7 шт.
- Помідори 0,5 кг або томат-паста 100–150 г
- Морквина 4–5 шт.
- Лавровий лист 4–5 шт.
- Червоний солодкий перець 2–3 шт.
- Червоний солодкий мелений перець 3–4 столових ложки.
- Корінь петрушки 4–5 корінців.
- Корінь селери — 1 невеликий корінець (стільки ж як петрушки).
- Часник 1–2 головки (в залежності від розміру)
- Цибуля 0,5 кг або 4–5 цибулин.

#### Інше
- Склянка борошна, яйце.
- Кмин — 10 г
- Сіль — за смаком

### Як готувати
Весь процес приготування займає 1–2 години.
1. Попередньо в 5–7 літровій каструлі відварити 30–40хв до напівготовності голяшку з лавровим листом і однієї цибулиною, можна не солити. Зрізати м'ясо з кістки і дрібно нарізати як на гуляш. Покласти назад в бульйон. Цибулю і лавровий лист викинути. Додати квасолю і нарізане як на гуляш інше м'ясо.
2. Нарізати овочі — цибулю середньо нарізати, картоплю, моркву, селеру, помідори, перець, петрушку кубиками, ромбами, прямокутниками, тетраедрами, — як настрій і фантазія дозволяє.
3. В 10–15 літровому казані або каструлі розтопити жир-смалець, додати нарізану цибулю, обсмажити її до золотистого кольору, потім додати червоний солодкий мелений перець, швидко перемішувати 1 хв, потім додати трохи бульйону — 1–2 ополоники.
4. Додати помідори або томат-пасту, червоний (зелений, жовтий) солодкий перець, посмажити 3–5 хв.
5. Додати весь бульйон з м'ясом, додати квасолю й інше нарізане м'ясо, копченості, долити води, довести до кипіння, посолити, варити 30–40 хв.
6. Додати петрушку, моркву, селеру, і через 20 хв додати картоплю.
7. Окремо приготувати тісто: склянку борошна і яйце розмішати з водою, як для галушки. Потім рідке тісто (з густотою як у сметани) брати столовою ложкою і потроху порційно чайною ложкою, або на кінчику ножа кидати в киплячий гуляш. Вони там швидко твердіють, форма і розмір особливого значення не мають, але бажано не більше ніж поміщається в чайній ложці.
8. Дрібно нарізати часник і додати в боб-гуляш. Коли готова картопля (приблизно через 15–20 хв як її закинули) боб-гуляш готовий.

### Поради
1. Боб-гуляш краще готувати на багатті в казані, але можна дома в каструлі.
2. Чим більше видів м'яса та копченостей — тим смачніший боб-гуляш.

### Як їсти
Їдять, додаючи нарізаний або сухий (не мелений) гострий червоний перець.

## Відео
- Zákányszéki Falunapok - Így készült a babgulyás...